# Elżbieta Goetel

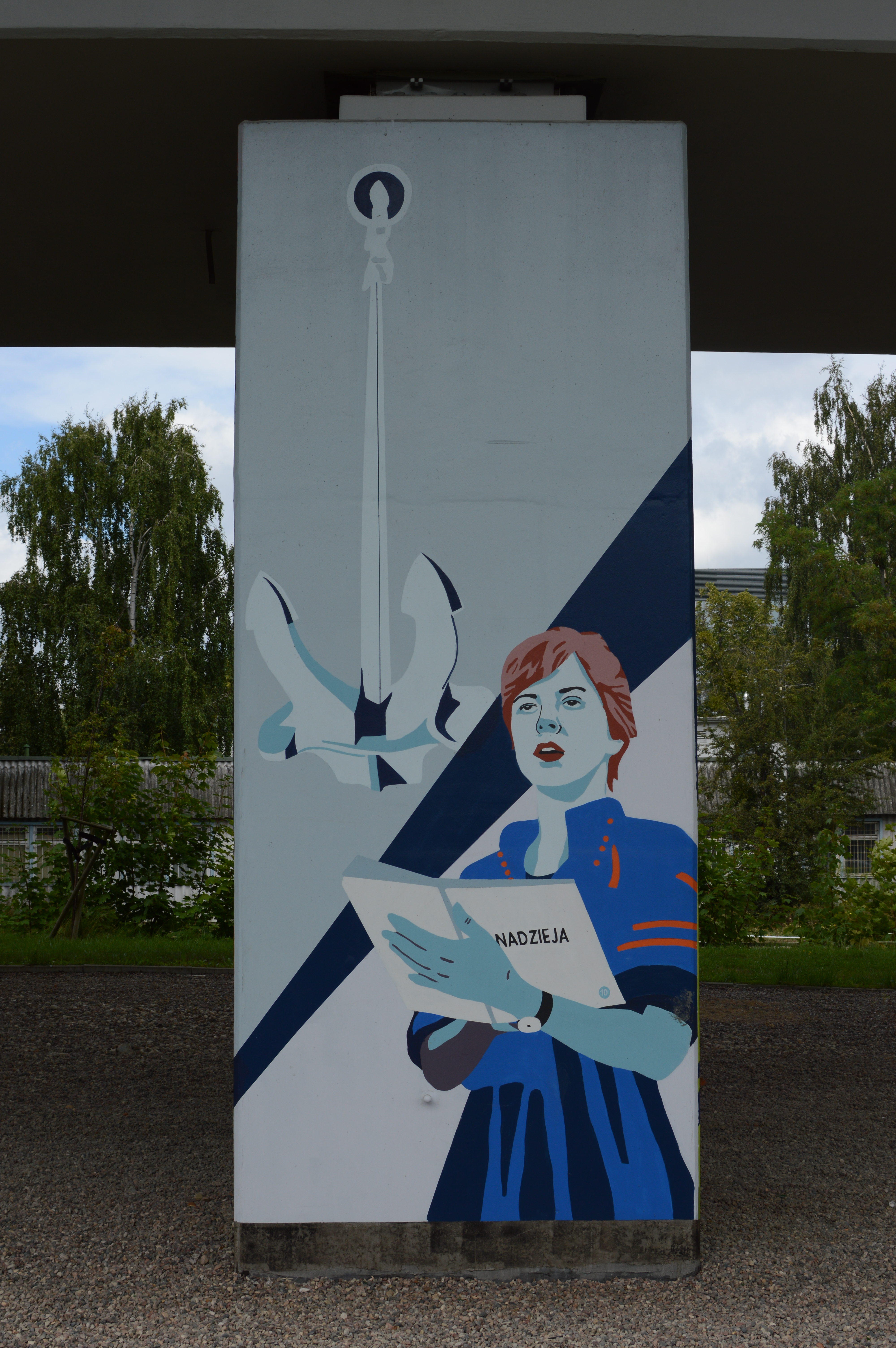
Wizerunek Elżbiety Goetel na muralu „Kobiety Wolności” w Gdańsku

Elżbieta Goetel-Dąbkowska (ur. 27 lutego 1942 w Warszawie) – polska aktorka, działaczka „Solidarności”. 

## Życiorys
Córka pisarza Ferdynanda Goetla i Haliny Winowskiej (1908–1997), siostra Romana Goetla (1944–2024), fotografa. W 1959 zdała maturę w II Liceum Ogólnokształcącym w Sopocie. W 1963 ukończyła Państwową Wyższą Szkołę Teatralną w Warszawie. W latach 1963–2002 występowała w Teatrze Wybrzeże w Gdańsku. Ponadto wystąpiła w kilkunastu filmach i produkcjach telewizyjnych.
Była żoną Jerzego Dąbkowskiego (1940–2015), również aktora Teatru Wybrzeże.
W sierpniu 1980 wspierała strajkujących w Stoczni Gdańskiej, m.in. recytując wiersze i wykonując w Sali BHP piosenkę „Postulat 22” na melodię Marsza Polonii. Od września 1980 była członkinią NSZZ „Solidarność”, Komitetu Zakładowego „Solidarności” Teatru Wybrzeże. 21 sierpnia 1981 wystąpiła na I Przeglądzie Piosenki Prawdziwej „Zakazane Piosenki” w gdańskiej Hali „Olivia”, ponownie śpiewając „Postulat 22”. Po wprowadzeniu stanu wojennego uczestniczyła w bojkocie radia i telewizji oraz imprez oficjalnych; w latach 1982–1988 występowała w trakcie Mszy za Ojczyznę w kościele św. Mikołaja w Gdańsku; brała udział w Tygodniach Kultury Chrześcijańskiej, organizowanych w kościele oo. jezuitów w Gdańsku Wrzeszczu; działała w Komitecie Pomocy Internowanym i Aresztowanym; w sierpniu 1988 ponownie wystąpiła w Stoczni Gdańskiej na zaproszenie strajkujących.
Po relegalizacji „Solidarności” była w latach 1989–2002 przewodniczącą Komitetu Zakładowego w Teatrze Wybrzeże i dodatkowo w latach 1990–1996 Komisji Branżowej „Solidarności” teatrów Trójmiasta; w 2002 wystąpiła z NSZZ „Solidarność”. Od 2002 na emeryturze. Od 1991 uczyła także w Akademii Muzycznej w Gdańsku na Wydziale Dyrygentury Chóralnej, Muzyki Kościelnej, Edukacji Artystycznej, Rytmiki i Jazzu.
W 1996 „za wzorowe, wyjątkowo sumienne wykonywanie obowiązków wynikających z pracy zawodowej” została odznaczona Srebrnym Krzyżem Zasługi. Wyróżniona także medalem 25-lecia „Solidarności” oraz nagrodą specjalną Prezydenta Miasta Sopotu (2016).
Elżbieta Goetl była jedną z osób, których wizerunek znalazł się w 2019 na muralu „Kobiety Wolności” na stacji PKM Strzyża w Gdańsku.
Była żoną aktora Jerzego Dąbkowskiego, matka Marii (ur. 1972), śpiewaczki (mezzosopran).
Mieszka w Sopocie.

## Filmografia
- 1973: Drzwi w murze
- 1976: Olśnienie jako Krystyna, żona Władysława
- 1979: Aria dla atlety jako przyjaciółka Cecylii
- 1981: 07 zgłoś się jako kapitan MO w Gdańsku (odc. 13)
- 1985: Mokry szmal jako sekretarka Tokarskiego
- 1985: Medium jako pracownica szkoły, w której uczy Luiza
- 1990: W piątą stronę świata jako Sielicka (odc. 1, 3)
- 1994–1995: Radio Romans jako Maria Chocholakowa, matka Stefana
- 2000: Piotrek zgubił dziadka oko, a Jasiek chce dożyć spokojnej starości jako klientka cioci Dzidzi (odc. 6)
- 2004: LokatorzyLokatorzy jako Magda Gabryś, matka Poli (odc. 187)
- 2005–2007: Sąsiedzi jako właścicielka czarnej torebki zrzuconej w loży przez Patrycję (odc. 84); przewodnicząca komisji osiedlowego konkursu ogrodniczego na najpiękniejsze tulipany (odc. 123)
- 2008: Rubinowe gody jako Danuta
- 2011: Ludzkie sprawy jako matka Anety (odc. 9)

## Spektakle Teatru Telewizji
- Estrada wiosenna (1963)
- Poezja ludowa (1963)
- Zamach (1967)
- Zatoka śpiewających traw (1969)
- Kłopoty Panurga (1972) jako Bakbuk
- Jenny (1973) jako Lawana
- Nadzieja (1974) jako Klementyna
- Koszulka (1975)
- Łgarz (1976) jako Lukrecja
- Młyn na wzgórzu (1977) jako Hanna
- Własną drogą (1979) jako Święta
- Krystyna (1980) jako Ebba Brahe
- Lato (1980) jako Pani Ginetti
- Narodziny miasta (1980) jako Maria
- Noc Sylwestrowa (1980) jako Wanda
- Don Carlos (1981)
- Księżniczka na opak wywrócona (1981) jako Flora
- Polityka (1981) jako Pokojówka
- Zielona kakadu (1981) jako Michalina
- Fałszywa moneta (1982) jako Klaudia, córka Jakowlewa
- Ślub (1983) jako Dama
- Wychowanka (1983) jako Paulina
- Candida (1984) jako Prozeroina Garnett
- Zaproszenie do zamku (1988) jako Lady Dorota India
- Wallenstein (1989) jako Neubraunn
- Peepshow u Holzerów (1993) jako Marta
- Szczęście na telefon (1994)